# Château de la Haye d'Esquermes
Le   château de la Haye d’Esquermes est un château construit en 1679 sur le territoire de l’ancienne commune d’Esquermes, détruit en 1946 pour l’aménagement du Port de Lille.

## Emplacement
Le château était situé sur le territoire de l’ancienne paroisse (puis commune) d’Esquermes à la limite de Loos. On y accédait par un chemin donnant sur la rue de Londres (anciennement partie du chemin de Bazinghien). Le site est compris dans les installations du port de Lille : plateforme de conteneurs et chenal creusé vers 1950 parallèlement au canal ancien de la Haute-Deûle.

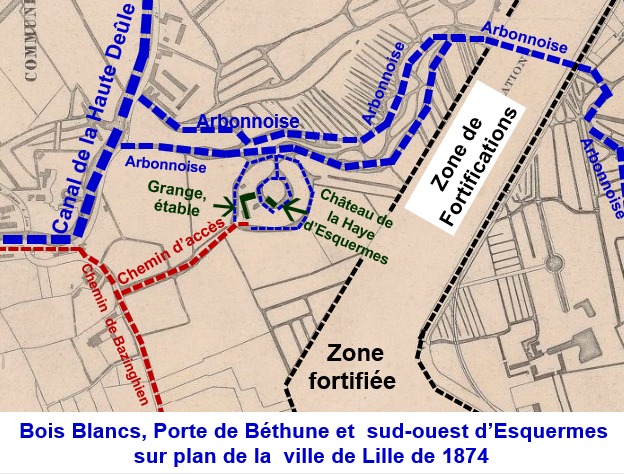
Situation du château sur plan de 1874
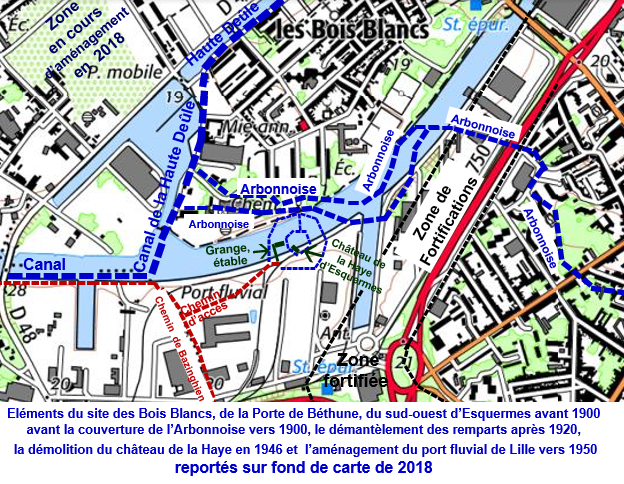
Emplacement du château disparu sur plan de 2018

## Histoire
Le château de la Haye était construit sur une  motte féodale entourée de deux fossés concentriques alimentés en eau par l’Arbonnoise. Il appartenait au seigneur de la Haye dont le fief s'étendait sur une grande partie des territoires d'Esquermes  et de Loos. En 1440, ce fief appartenait par héritage de son épouse à Jean de la Cambe ou Jean de la Haye, riche marchand, échevin de Lille, fondateur de l’hospice Gantois. Le château de Landas à proximité faisait partie de ce domaine féodal.
Le seigneur de Bazinghien y fait construire en 1679 un château de style Louis XIII.
Le château était la résidence d'été du prince Joseph-Clément de Bavière, Électeur de Cologne réfugié à Lille en 1704.
Le domaine est vendu comme bien national le 7 mai 1795 et devient une propriété agricole avec une grange puis étable.
Le château est inscrit comme Monument historique le 22 mars 1929 puis acheté par la ville de Lille.
Il est détruit en 1946 dans les travaux d’agrandissement du port de Lille.

## Le château modèle d’une maison de planteur en Caroline du Sud
Le château est un modèle de pavillon de plaisance aristocratique adopté par la bourgeoisie, le plus souvent en réduction. Il aurait également inspiré l’architecte d’une maison en briques construite en 1725 à Charleston pour Paul Hamilton. Ce bâtiment en ruines a été inscrit au registre national des monuments historiques de Caroline du Sud le 15 avril 1970.

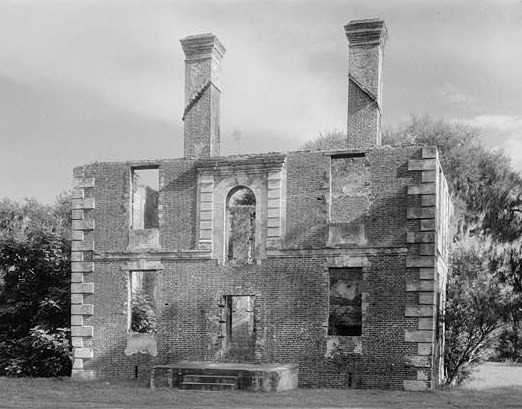
Vestiges de la maison de Paul Hamilton
Gravure représentant la maison de Paul Hamilton